# Louis Rossignol
Pour les articles homonymes, voir Rossignol (homonymie).
Louis Rossignol, né en 1694 et mort en 1739, est un maître écrivain français exerçant à Paris.
En 1730, il demeurait rue Saint-Thomas du Louvre, à Paris.

## Biographie
Élève d'abord de Michel Le Duc et d'Antoine Party, il se perfectionne avec Olivier-François Sauvage jusqu'en 1709. Il passe pour avoir été un maître précoce, remarqué dès l'âge de quinze ans. En 1718 il tenait une classe d'écriture dans l'enceinte des Quinze-Vingt à Paris. Il est reçu le 24 janvier 1719 dans la Communauté des maîtres écrivains jurés de Paris et devient maître d'écriture du jeune duc de Chartres. Il eut plusieurs  élèves connus : Charles Paillasson, Pierre-Jean-Paul Berny de Nogent, François-Michel Glachant, Pierre-Benjamin Gallemant, Hérard (ou Hénard ?), André-François Roland.
Il est mort le 24 février 1739, du poumon (nous dit Paillasson). Rossignol est une des figures les plus marquantes de la calligraphie au XVIIIe siècle, un maître à qui beaucoup se sont référés. On l'appelait "le peintre de l'écriture" et, outre son métier d'écrivain, connaissait aussi la musique et le dessin.

## Œuvres manuscrites
- Il a donné un nombre considérable d'exemples manuscrits, largement diffusés à Paris et en province.
- [Recueil d'exemples manuscrit], ca. 1720. Cambridge (MA) HUL : Hofer collection. Cité d'après Becker p. 81.
- Le recueil d'Avignon[2] contient dix exemples sur parchemin dont un daté 1721.
- Essais d'écriture. Manuscrit sur papier offert au duc d'Orléans. 22 p. Cité par Mediavilla p. 268.

## Œuvres gravées

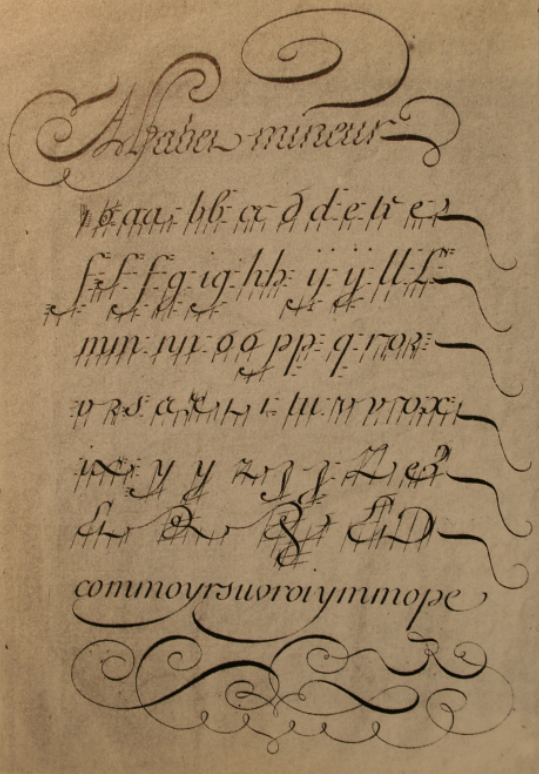
Une page du Nouveau livre d'écriture... c. 1756.

Sans publier un véritable traité, Rossignol n'a publié qu'un recueil d'exemples :
- L'Art d'écrire nouvellement mis au jour sur les différents caractères les plus usités... Paris : Veuve Fessard, 1735. 2°, 30 pl. (Lyon INRP).

En revanche plusieurs de ses exemples furent publiés peu après sa mort, dans :
- L'Art d'écrire, nouvellement mis au jour ; sur les différens caractères les plus usitez, d'après Rossignol ; gravez par Le Parmentier. Paris : Veuve Fessard, 1741. 2°, 31 pl. (New York MMA, Paris BNF). Cat. Wick N° 45 (pour un retirage c. 1775).
- L'Art d'écrire contenant une collection des meilleurs exemplaires d'après Messieurs Rossignol et Roland, experts écrivains vérificateurs... gravure par Le Parmentier, graveur de sa majesté. Paris : Daumont, [ca. 1756]. 2°, 30 f. (Paris BNF, Camridge (MA) HUL, Chicago NL). Les dernières planches sont datées 1756. Becker 1997 n° 151.
- Nouveau livre d'écriture d'après les meilleures exemples de Rossignol, dédié à Monseigneur le Dauphin par son très humble très obeissant et fidèle serviteur Daumont. Gravé par Le Parmentier. Paris : Daumont, [vers 1756]. 2°, 20 pl. gr. (Washington LC). Cat. Jammes n° 60, Cat. Hutton n° 72, une planche reprod. dans Jessen 1936 pl. 158.

D'autres exemples furent recueillis par son élève Glachant par l'intermédiaire du frère de Rossignol, et publiés par ses soins dans un traité où il se recommande de la volonté de Rossignol de les publier peu avant sa mort :
- Nouveau traité d'écriture enrichi de plusieurs pièces gravées d'après le chef-d'œuvre de M. Rossignol, où l'on trouve ses démonstrations, selon les principes de M. Alais... & dans lequel l'on combat de nouveaux principes sur l'art d'écrire... Dédié à Mgr le Duc de Chartres par le sieur Glachant, expert, écrivain-juré. Paris : J.-B.C. Bauche, 1742, 2°, 30 p. et 23 pl. (Paris BNF, 2 ex.). Le privilège est daté 1741, ce qui laisse entendre que L'Art d'écrire de 1741 est aussi une entreprise de Glachant.

- Idem. Paris : Jean-Augustin Grange, 1754. 2°, 30 p. et 60 pl. (Lyon INRP).